# Taraxacum suecicum
Taraxacum suecicum (кульбаба шведська) — вид рослин з родини айстрових (Asteraceae), поширений у Данії, Швеції, Фінляндії, Естонії, Латвії, Литві, Білорусі.

## Опис
Листки невеликі, вузькі, лінійно-ланцетні, зазвичай цілісні. Зовнішні листочки обгорток2 широкі (від яйцеподібних до широко-ланцетоподібних), з широкою світлою або червоною облямівкою, б.-м. прилеглі до внутрішніх вужчих листочків обгорток. Сім'янки б.-м. поступово звужені в носик.

## Поширення
Країни поширення: Данія, Швеція, Фінляндія, Естонія, Латвія, Литва, Білорусь.
Вид включений до Червоної книги Литви.